# Evrovidenie 2012
L'ottava edizione di Evrovidenie (in russo Евровидение?; lett. "Eurovisione") è stata organizzata dal canale televisivo russo Rossija 1 per selezionare il rappresentante nazionale all'Eurovision Song Contest 2012 a Baku.
Le vincitrici sono state le Buranovskie Babuški con Party for Everybody.

## Organizzazione
Il 28 dicembre 2011 Rossija 1 ha annunciato il ritorno, per la prima volta dal 2010, della selezione televisiva Evrovidenie per coinvolgere il pubblico nella scelta del rappresentante eurovisivo, aprendo la possibilità agli artisti interessati di inviare le proprie canzoni per la competizione entro il 10 febbraio 2012.
Lo show si è tenuto in un'unica serata il 7 marzo 2012 e ha visto i 25 artisti selezionati per la possibilità di rappresentare la Russia all'Eurovision Song Contest 2022. I risultati sono stati decretati da una combinazione di voto della giuria e televoto.

### Giuria
La giuria è stata composta da:
- Sergej Archipov, vicedirettore di Radio Majak
- Ihor Krutoy, paroliere
- Aleksandr Igudin, direttore e produttore discografico
- Filipp Kirkorov, cantante e rappresentante della Russia all'Eurovision Song Contest 1995
- Arman Davlet'jarov, media manager
- Roman Emel'janov, direttore del programma di Russkoe Radio
- Gennadij Gochštejn, produttore esecutivo di Rossija 1

## Partecipanti
Rossija 1 ha aperto la possibilità di inviare proposte per la competizione dal 28 dicembre 2011 al 10 febbraio 2012. Delle 150 canzoni ricevute, tra le 30 e 40 sono state selezionate per le audizioni dal vivo, che si sono tenute il successivo 29 febbraio; una giuria ha quindi selezionato i 25 finalisti per la finale televisiva.
| Artista                    | Brano                    | Lingua            | Autori                                                                 |
| -------------------------- | ------------------------ | ----------------- | ---------------------------------------------------------------------- |
| 4POST                      | Navstreču nebu           | Russo             | Aleksandr Machalev, Dima Bikbaev                                       |
| Buranovskie Babuški        | Party for Everybody      | Udmurto, inglese  | Viktor Drobyš, Timofej Leont'ev, Оl'ga Tuktarёva, Mary Susan Applegate |
| Chinkong feat. Karina      | High Up                  | Inglese           | Vladimir Činjaev, Karina Poroškova                                     |
| Dima Bilan & Julia Volkova | Back To Her Future       | Inglese           | Niclas Molinder, Joacim Persson, Johan Alkenäs, Lil' Eddie             |
| Ėd Šul'ževskij             | Sto minut                | Russo             | Denis Maidanov                                                         |
| Efrosija                   | Ja tebja ljubila         | Russo meridionale | Oleg Ivanov, Valerij Proskurjakov                                      |
| Elena Ekimova              | Do You Like?             | Inglese           | Aleksej Ismailov                                                       |
| Farinelli Balls            | Breath Away Song         | Inglese           | Juliana Savčenko, Sergej Dem'janeko                                    |
| Irson Kudikova             | Woman's Heart Never Lies | Inglese           | Irson Kudikova                                                         |
| Jet Kids                   | Oh Yeah                  | Inglese           | Alina Eršovy, Maria Eršovy, Tonja Karpinskaja                          |
| Katja Savel'eva            | Life's Beautiful         | Inglese           | Viktor Drobyš, Ekaterina Savel'eva                                     |
| Ksenona                    | Close My Eyes            | Inglese           | Leonid Vorob'ev, Joby Osman                                            |
| Lena Maksimova             | Brave                    | Inglese           | Didrik Thott, Henrik Nordenback, Christian Fast                        |
| Marie Carné                | Meždu nebom i zemlëj     | Russo             | Kim Brejtburg, Evgenij Murav'ëv                                        |
| Mark Tišman                | Money vs Love            | Inglese           | Andrej Misin, Karen Kavalerjan                                         |
| Ol'ga Makovetskaja         | Positive Emotions        | Inglese           | Natal'ja Lapteva                                                       |
| Pavla                      | One Million Butterflies  | Inglese           | Denis Koval'skij, Lene Dissing, Marcus Winther-John                    |
| Palina Smolava             | Michael                  | Inglese           | Sergej Suchomlin, Andrej Kostjugov, Jana Startseva                     |
| Rene                       | I Miss You               | Inglese           | Renata Bajkova, Aleksandr Krjukov                                      |
| Riff Action Family         | Sky                      | Inglese           | Stanislav Gordeev, Sergej Čugunov, Kirill Dmitriev, Ivan Pon'kin       |
| Sardor                     | Believe                  | Inglese           | Ivan Kit                                                               |
| Sёstry Sё                  | Une marionette           | Francese          | Aleksandr Semin, Ekaterina Frolova                                     |
| The Ups!                   | Kiss                     | Inglese           | Wif Newt, Bas Eiridt                                                   |
| Timati & Aida Garifullina  | Fantasy                  | Inglese           | Timothy Mosley                                                         |
| Unite It                   | Filling My Life          | Inglese           | Evgenij Gor, Evgenij Čistov, Maksim Dorbeko, Il'ja Ermakov             |

## Finale
La finale si è svolta il 7 marzo 2012 ed è stata trasmessa su Rossija 1 e RTR-Planeta. Durante la serata si sono esibiti come ospiti Кatja Rjabova, rappresentante dello stato al Junior Eurovision Song Contest 2009 e 2011 e Ani Lorak, rappresentante dell'Ucraina all'Eurovision Song Contest 2008.
Il voto combinato della giuria e del televoto ha decretato le Buranovskie Babuški con Party for Everybody vincitrici della selezione.
| #  | Artista                    | Titolo                   | Punteggio | Posizione |
| -- | -------------------------- | ------------------------ | --------- | --------- |
| 1  | Lena Maksimova             | Brave                    | 4.96      | 13        |
| 2  | Ksenona                    | Close My Eyes            | 4.02      | 21        |
| 3  | Irson Kudikova             | Woman's Heart Never Lies | 4.15      | 19        |
| 4  | The Ups!                   | Kiss                     | 5.00      | 12        |
| 5  | Sardor                     | Believe                  | 3.46      | 24        |
| 6  | 4POST                      | Navstreču nebu           | 6.32      | 6         |
| 7  | Efrosija                   | Ja tebja ljubila         | 4.06      | 20        |
| 8  | Unite It                   | Filling My Life          | 4.44      | 16        |
| 9  | Katja Savel'eva            | Life's Beautiful         | 5.32      | 9         |
| 10 | Ol'ga Makovetskaja         | Positive Emotions        | 4.52      | 15        |
| 11 | Rene                       | I Miss You               | 4.28      | 17        |
| 12 | Farinelli Balls            | Breath Away Song         | 5.06      | 11        |
| 13 | Palina Smolava             | Michael                  | 5.79      | 7         |
| 14 | Chinkong feat. Karina      | High Up                  | 4.68      | 14        |
| 15 | Marie Carné                | Meždu nebom i zemlëj     | 4.24      | 18        |
| 16 | Mark Tišman                | Money vs Love            | 6.73      | 5         |
| 17 | Ėd Šul'ževskij             | Sto minut                | 3.65      | 23        |
| 18 | Elena Ekimova              | Do You Like?             | 5.58      | 8         |
| 19 | Dima Bilan & Julia Volkova | Back To Her Future       | 29.25     | 2         |
| 20 | Riff Action Family         | Sky                      | 5.09      | 10        |
| 21 | Timati & Aida Garifullina  | Fantasy                  | 26.74     | 3         |
| 22 | Pavla                      | One Million Butterflies  | 3.93      | 22        |
| 23 | Sёstry Sё                  | Une marionette           | 6.98      | 4         |
| 24 | Buranovskie Babuški        | Party for Everybody      | 38.51     | 1         |
| 25 | Jet Kids                   | Oh Yeah                  | 3.23      | 25        |